# غراهام مور
غراهام مور (بالإنجليزية: Graham Moore) (و. 1981 – م) هو كاتب، ومهندس الصوت، وكاتب سيناريو، وروائي، من الولايات المتحدة الأمريكية، ولد في شيكاغو.

## التعليم
تعلم في جامعة كولومبيا.

## جوائز وترشيحات
حصل على جوائز منها:
- جائزة الأوسكار لأفضل كتابة "سيناريو مقتبس"، عن عمل: لعبة التقليد.

ترشح لـ:
- جائزة الأوسكار لأفضل كتابة "سيناريو مقتبس"، عن عمل: لعبة التقليد.

## وصلات خارجية
- غراهام مور على موقع IMDb (الإنجليزية)
- غراهام مور على موقع ألو سيني (الفرنسية)
- غراهام مور على موقع أول موفي (الإنجليزية)
- غراهام مور على موقع بوكس أوفيس موجو (الإنجليزية)
- غراهام مور على موقع قاعدة بيانات الأفلام السويدية (السويدية)
- غراهام مور على موقع قاعدة بيانات الفيلم (الإنجليزية)
- غراهام مور على موقع كينوبويسك (الروسية)